# McCowan (métro de Toronto)
McCowan fut une station de la Ligne 3 Scarborough du métro de Toronto, au Canada. La station est située au 1275 McCowan Road.

## Histoire
Elle a ouvert ses portes le 22 mars 1985 et cette station est le terminus de la ligne Scarborough RT.
La station reçoit en moyenne une fréquentation de 4 630 passagers par jour au cours de l'année 2009-2010.

## Services aux voyageurs

### Intermodalité
Elle est desservie par les bus des lignes : 9 Bellamy et 134 Progress.